# Milan Čič
Milan Čič (Zákamenné, 2 gennaio 1932 – Bratislava, 9 novembre 2012) è stato un politico slovacco.
È stato Primo ministro della Repubblica Socialista Slovacca (ai tempi parte della Cecoslovacchia) dal dicembre 1989 al giugno 1990.
Nel 1993 è stato nominato Giudice della Corte costituzionale della Repubblica Slovacca.